# Batalha de Cervera
Na Batalha de Cervera (4 a 14 de outubro de 1811), uma força do Reino da Espanha liderada por Luis Roberto de Lacy atacou uma série de guarnições do Primeiro Império Francês pertencentes ao VII Corpo do Grande Armée do Marechal Étienne Jacques MacDonald. As ações foram altamente bem-sucedidas e renderam quase 1.000 prisioneiros inimigos. Os confrontos ocorreram durante a Guerra Peninsular, parte das Guerras Napoleônicas. A maior guarnição estava localizada em Cervera, que fica a cerca de 55 km a leste de Lérida, na Catalunha, Espanha.

## Antecedentes
Após o Exército da Catalunha ter sido quase destruído nos cercos de Tarragona e Figueras durante julho e agosto de 1811, Lacy substituiu Luis González Torres de Navarra, Marquês de Campoverde como Capitão-General. O Marechal Louis-Gabriel Suchet desferiu outro golpe contra os catalães quando suas tropas tomaram a base de milicianos (miquelets) na Batalha de Montserrat, em 25 de julho de 1811. O impopular porém vigoroso Lacy reorganizou rapidamente os 8.000 homens restantes de seu exército em três pequenas divisões sob o comando dos Generais Joaquín Ibáñez (Barão de Eroles), Pedro Sarsfield e Francisco Milans del Bosch. Com a ajuda da Marinha Real Britânica, Lacy tomou as Ilhas Medes na foz do rio Ter em 12 de setembro.

## Batalha
Em 4 de outubro de 1811, as forças de Lacy capturaram 200 soldados imperiais em Igualada, na rodovia entre Barcelona e Lérida. Continuando para oeste, a coluna espanhola capturou um comboio francês perto de Cervera no dia 7. Lacy subjugou a guarnição de Cervera em 11 de outubro, capturando outros 645 prisioneiros. Finalmente, no dia 14, os espanhóis capturaram mais 150 em Bellpuig. Após essas derrotas, os franceses evacuaram o mosteiro de Santa Maria de Montserrat, na montanha de Montserrat.